# Monroe Beardsley
Monroe Curtis Beardsley (10 de dezembro de 1915 - 18 de setembro de 1985) foi um filósofo estadunidense. Nascido em Bridgeport, no estado americano de Connecticut, ele estudou na Universidade de Yale, onde recebeu o Prêmio John Addison Porter em 1939. Ele ensinou em diversas faculdades e universidades, incluindo a Mount Holyoke College e a Universidade de Yale, contudo ele passou a maior parte da sua carreira no Swarthmore College, onde lecionou por 22 anos e na Universidade Temple, onde lecionou por dezesseis. Sua esposa e ocasionalmente coautora de seus livros, Elizabeth Lane Beardsley, também trabalhou como filósofa na Universidade Temple.
Seu trabalho na Estética é mais conhecido pela sua defesa da teoria instrumentalista da arte e do conceito da experiência estética. Beardsley foi eleito presidente da  American Society for Aesthetics em 1956. Ele também escreveu um texto introdutório à estética e editou uma bem conceituada antologia de estudos filosóficos.
Já na crítica literária, Beardsley é conhecido por dois ensaios escritos juntamente com William Kurtz Wimsatt, Jr., "The Intentional Fallacy" e "The Affective Fallacy", ambos textos neocríticos. Seus trabalhos literários também incluíram: Practical Logic (1950), Aesthetics (1958), e Aesthetics: A Short History (1966). Em 1976, ele foi eleito membro da Academia de Artes e Ciências dos Estados Unidos.